# 浜田千穂
浜田 千穂（はまだ ちほ、1992年11月17日 - ）は、神奈川県出身の女子レスリング選手である。階級は55kg級。身長160cm。2015年に日体大体育学部を卒業。2016年7月1日よりキッコーマンに所属。

## 来歴
小学生時代は元プロレスラーの高田延彦が主催する髙田道場に所属して、全国少年少女レスリング選手権大会で優勝を果たした。その後、ゴールドキッズ所属となると、元世界チャンピオンの成国晶子の指導の下、橘中学2年の時には全国中学生選手権46kg級とアジアカデット選手権43kg級で優勝、3年の時には全国中学生選手権52kg級とクリッパン女子国際大会で優勝を飾った。2008年に日本工大駒場高校に進むと、1年の時にジュニアオリンピックとアジアカデット選手権、3年の時にはジュニアクイーンズカップ55kg級で優勝を飾った。2011年に日体大へ進学すると、1年の時にはアジアジュニア選手権と全日本学生選手権で優勝した。2年の時にはジュニアオリンピックで優勝、アジアジュニア選手権を2連覇した。全日本選抜には有力選手であるALSOKの吉田沙保里と日本大学の村田夏南子が出場していなかったものの、シニアの全国大会で初優勝を成し遂げた。全日本学生選手権では昨年に続いて至学館大学の坂上嘉津季を破って2連覇を果たした。世界ジュニアには出場予定がなかったものの、59kg級の伊藤彩香（至学館大学）が出場できなくなったために急遽出場すると、1階級上ながら優勝を飾った。全日本レスリング選手権大会では決勝で村田と対戦すると、1－1で迎えた第3ピリオドにおいてラスト5秒までリードしながら逆転負けを喫した。3年の時には、全日本選抜準決勝で吉田に3－8で敗れて3位だった。全日本学生選手権では3連覇を達成した。全日本レスリング選手権大会準決勝では、それまで何度となく対戦しながら1度も勝つことが出来なかった村田を9－3の大差で破るものの、決勝では吉田に1－4で敗れた。スロースターターであるものの、吉田に匹敵するほどの高速タックルが武器であると評されている。4年になると、全日本選抜55kg級で優勝を飾って世界選手権代表に選出された。さらに、世界学生選手権とFILAゴールデングランプリでも優勝を果たした。世界選手権では決勝でロシアのイリーナ・オルゴノワに逆転勝ちして優勝を飾った。2015年のワールドカップでは優勝した
。2016年には58kg級に階級を上げると、全日本選抜では優勝したが、全日本レスリング選手権大会では決勝で63kg級のオリンピックチャンピオンである川井梨紗子に敗れた。

## 主な戦績
- 2001年 -　全国少年少女レスリング選手権大会　優勝（28kg級）
- 2002年 -　全国少年少女レスリング選手権大会　優勝（30kg級）
- 2006年 -　アジアカデット選手権　優勝（43kg級）
- 2006年 -　全国中学生選手権　優勝（46kg級）

52kg級での戦績
- 2007年 -　全国中学生選手権　優勝
- 2008年 -　クリッパン女子国際大会　カデットの部　優勝
- 2008年 -　ジュニアオリンピック カデットの部　優勝
- 2008年 -　アジアカデット選手権　優勝
- 2009年 -　全国高校女子選手権　3位（56kg級）

55kg級での戦績
- 2010年 -　クリッパン女子国際大会　シニアの部　2位
- 2010年 -　ゴールデングランプリ　2位
- 2010年 -　ジュニアクイーンズカップ ジュニアの部　優勝
- 2010年 -　アジアジュニア選手権　優勝
- 2010年 -　全国高校女子選手権　3位（56kg級）
- 2011年 -　ジュニアクイーンズカップ ジュニアの部　2位
- 2011年 -　アジアジュニア選手権　優勝
- 2011年 -　全日本学生選手権　優勝
- 2012年 -　ジュニアクイーンズカップ ジュニアの部　2位
- 2012年 -　ジュニアオリンピック　優勝
- 2012年 -　アジアジュニア選手権　優勝
- 2012年 -　全日本選抜　優勝
- 2012年 -　全日本学生選手権　優勝
- 2012年 -　世界ジュニア　優勝
- 2012年 -　全日本レスリング選手権大会　2位
- 2013年 -　ワールドカップ 3位
- 2013年 -　全日本選抜　3位
- 2013年 -　全日本学生選手権　優勝
- 2013年 -　全日本レスリング選手権大会　2位
- 2014年 -　ワールドカップ　優勝
- 2014年 -　アジア選手権 7位
- 2014年 -　全日本選抜　優勝
- 2014年 -　世界学生選手権　優勝
- 2014年 -　FILAゴールデングランプリ　優勝
- 2014年 -　世界選手権　優勝
- 2014年 - 全日本レスリング選手権大会 2位
- 2015年 -　ワールドカップ　優勝
- 2015年 -　全日本レスリング選手権大会　3位
- 2016年 -　ヤリギン国際大会　3位

58kg級での戦績
- 2016年 -　全日本選抜　優勝
- 2016年 - 全日本レスリング選手権大会 2位
- 2017年 -　全日本選抜　2位
- 2017年 -　全日本レスリング選手権大会　2位（57kg級）

(出典)